# Новий Бузець
Новий Бузець (рос. Новый Бузец) — село в Желєзногорському районі Курської області Російської Федерації.
Населення становить 50 осіб. Входить до складу муніципального утворення Ришковська сільрада.

## Історія
Населений пункт розташований на території українського етнічного та культурного краю Східна Слобожанщина.
Від 2004 року входить до складу муніципального утворення Ришковська сільрада.

## Населення
| 1862 | 1905 | 1979 | 2002 | 2010 |
| ---- | ---- | ---- | ---- | ---- |
| 421  | ↗489 | ↘225 | ↘69  | ↘50  |